# Валянівськ
Валянівськ —  селище в Україні, у Довжанській міській громаді Довжанського району Луганської області. Населення становить 235 осіб (за станом на 2001 рік).
Знаходиться на тимчасово окупованій території України.

## Історія
12 червня 2020 року, відповідно до Розпорядження Кабінету Міністрів України № 717-р «Про визначення адміністративних центрів та затвердження територій територіальних громад Луганської області», увійшло до складу Довжанської міської громади.
17 липня 2020 року, в результаті адміністративно-територіальної реформи та ліквідації  колишніх Довжанського (1938—2020) та Сорокинського районів, увійшло до складу новоутвореного Довжанського району.

## Населення

### Мова
Розподіл населення за рідною мовою за даними перепису 2001 року:
| Мова            | Кількість | Відсоток |
| --------------- | --------- | -------- |
| російська       | 187       | 79.57%   |
| українська      | 45        | 19.14%   |
| циганська       | 1         | 0.43%    |
| інші/не вказали | 2         | 0.86%    |
| Усього          | 235       | 100%     |